# Nuno Oliveira
Nuno Oliveira  (* 23. Juni 1925 in Lissabon; † 2. Februar 1989 in Australien) war ein portugiesischer Reitmeister und Autor.

## Leben
In jungen Jahren inspiriert durch seinen Reitlehrer Concalves de Miranda (1870–1940), einem Reitmeister des portugiesischen Königshauses, machte er das Reiten schon früh zu seiner Berufung. Zunächst im städtischen Umland, später in der ländlichen Umgebung von Lissabon arbeitete er unaufhörlich mit jungen und älteren Pferden von Züchtern, Pferdeliebhabern und Stierkampfreitern. Er konnte dabei auf ein immenses und fundiertes Wissen der wichtigsten klassischen Reitmeister früherer Jahrhunderte zurückgreifen.
In den 1960er Jahren wurde er durch Auftritte in großen Pferde-Shows in London, Genf und Brüssel über die Grenzen Portugals hinaus bekannt. In den 1970er und 1980er Jahren kamen Schüler aus der ganzen Welt, um von ihm zu lernen und er gab Lehrgänge in vielen Ländern auch außerhalb Europas.
Er verstand Reiten als Kunst, wo neben Technik und Gefühl, dem Handwerk und dem Wissen vor allem auch die Liebe einen großen Anteil hat. Als Sport hat er das Reiten nie betrieben, weswegen er als Turnierreiter nicht bekannt ist.

## Merkmal
Oliveiras besondere Gabe bestand darin, die jeweils leicht unterschiedliche Methode für das individuelle Pferd herauszufinden, mit der es mit Erfolg zur Spitze seiner individuellen Fähigkeiten entwickelt werden konnte. Dabei arbeitete er sowohl mit iberischen Pferden, als auch mit Vollblut- und Warmblutpferden.
Einige seiner bekanntesten Pferde waren Euclides (Lusitano/Andrade); Beau Geste (Lusitano); Talar (engl. Vollblüter), Soante (Altér Real), Bunker (Budjonny).
Ihm wird die Synthese der bis dahin eher konträr zueinander stehenden Schulen der alten französischen Reitmeister de la Gueriniere (18. Jahrh.) und Baucher (19. Jahrh.) zugesprochen. Frei vom Schubladendenken, in das manche klassische Reiter verfallen waren, bediente er sich pragmatisch der Mittel aller Schulen, wenn sie Erfolg in der Arbeit mit dem jeweiligen Pferd versprachen.

## Werke
- Sämtliche Schriften, Bd. 1–6, Klassische Grundsätze der Kunst Pferde auszubilden von Nuno Oliveira, Olms Verlag, Bd. 1 ISBN 3-487-08355-8